# Celia Queiró
Celia Queiró (Buenos Aires, Argentina - Id; 2005) fue una bailarina, coreógrafa y actriz argentina.

## Carrera
Surgida de la escuela del popular Teatro Colón en la década de 1940, Celia Queiró fue una eximia bailarina que hizo famoso a su propio ballet en diversos espectáculos porteños e incluso en la televisión.
Se dedicó desde 1954 y por más de 10 años a la danza vernácula y es una de las primeras figuras que la llevaron a Europa sin ayuda oficial y sin patrioterismo carnavalesco. Con su espectáculo Del Altiplano al Plata pudo incluir todas las formas de la música folclórica, sin excluir el tango.
Fue, entre otras cosas, una autora y directora de importantes conjuntos de danzas, quien trabajó con ahínco creando originales coreografías y respetando en todos los casos las características naturales de las danzas argentinas.
Trabajó para la pantalla grande en el rol de coreógrafa con la película India de 1960, dirigida por Armando Bó, y protagonizada por la exótica Isabel Sarli.
Su esposo fue el actor, animador, recitador criollo y cantor folclórico Jorge Lanza, con quien compartió decenas de labores en los diferentes medios. La compañía que formó con Lanza llamada, Arte Popular Argentino,  pasaron figuras de renombre como la del cantor Carlos Cobos, y obtuvo gran éxito con sus presentaciones en Francia, Portugal y varios países americanos. 
Fue una de las grandes referentes del género folclórico que impartieron la danzas argentinas en todo el mundo como Agustín Chazarreta, Joaquín Pérez Fernández, Santiago Ayala (El Chúcaro), Ariel Ramírez y Angelita Vélez, entre otros. 
Queiró vivió sus últimos años dedicada a la docencia. Jorge Lanza falleció el 17 de enero de 1990, y Celia murió por causas naturales en 2005. 

## Filmografía
- 1960: India.

## Televisión
- 1954: Crisol de danzas y leyendas, con Jorge Lanza, Beatriz Taibo, Gloria Faluggi, Enrique Borrás, Héctor Ferraro y Claudio Rodríguez Leiva.[2]
- 1960: Argentina Canta y Baila.
- 1962: La pulpería de Mandinga, conducido por Julio Márbiz, junto a Atahualpa Yupanqui.
- 1977: El fogón de los recuerdos, espacio folclórico escrito por José Ramón Luna.

## Teatro
- 1943: La boutique fantasque, con el cuerpo de ballet del Teatro Colón.
- 1954: Del Altiplano al Plata.
- 1964: Tango en el Odeón, con Horacio Salgán, Julia y Lalo Bello.